# Chiesa di Santa Maria Maggiore (Valenza)
La chiesa di Santa Maria Maggiore è il duomo di Valenza, in provincia e diocesi di Alessandria; fa parte della zona pastorale di Valenza.

## Storia
Si sa che la precedente pieve di Valenza, posta approssimativamente nello stesso luogo dell'attuale duomo, ricevette nel 1321 il titolo di insigne collegiata. L'attuale duomo venne costruito tra il 1619 ed il 1637 su progetto di Paolo Falcone in stile barocco. Nella seconda metà del XIX secolo furono eseguiti gli affreschi dell'interno e la chiesa venne consacrata 20 ottobre 1888. L'edificio fu poi ristrutturato alla fine del XX secolo.

## Interno
Opere di pregio custodite all'interno della chiesa sono una tela di Guglielmo Caccia risalente al 1620 e raffigurante la Madonna del Rosario, l'altare maggiore, opera seicentesca di Giacomo Pellagatta, la pala dei Tre Re Magi, dipinta da Claudio Gozzero nel Seicento, una statua settecentesca della Madonna proveniente dalla non più esistente chiesa di San Francesco, il tabernacolo barocco del 1750 e l'organo, che fu realizzato dalla ditta bergamasca Serassi nel 1852.